# Ismael Nery

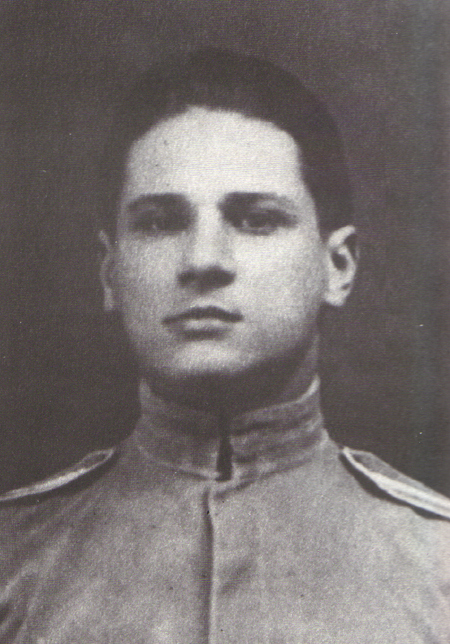
Ismael Nery

Ismael Nery (* 9. Oktober 1900 in Belém, Bundesstaat Pará, Brasilien; † 6. April 1934 in Rio de Janeiro, Brasilien) war ein brasilianischer Maler der Moderne. Er war Expressionist, Surrealist und Kubist. Außerdem war er auch als Lyriker tätig.

## Leben
Im Alter von neun Jahren verlor er den Vater, mit 18 Jahren den Bruder. Ebenfalls im Alter von neun Jahren zog die Familie nach Rio de Janeiro. Mit 15 Jahren schrieb er sich in der Escola de Belas Artes in Rio de Janeiro ein, dort studierte er bis 1920. 1920 folgte ein erster Aufenthalt in Paris, wo er für ein Jahr blieb und an der Académie Julian studierte. 1927 kam er ein zweites Mal nach Paris, wo er mit Marc Chagall und André Breton zusammentraf. Es folgten Teilnahmen am „Salão de 1931“, dem „Salão Revolucionário“ im Jahr 1931 sowie 1933 am 3. Salão de Sociedade Pró-Arte Moderna.
Nach einer Reise durch Argentinien und Uruguay Ende 1929 erkrankte er 1930 an Tuberkulose. Die Erkrankung hinderte ihn stark, sein künstlerisches Werk fortzuführen. Es folgten viele Klinikaufenthalte. Bereits 1932 erschien seine Autobiographie mit dem Titel „Historia de Ismael Nery- uma melancholia autobiografia“, (Geschichte von Ismael Nery- eine traurige Autobiographie).
Er war mit der Lyrikerin und Journalistin Adalgisa Nery (1905–1980), die auch als seine Muse und Modell zur Verfügung stand, verheiratet. Das Paar hatte zwei Kinder.
Eine im Jahre 1979 entstandene Dokumentation beschäftigt sich mit dem Leben und Werk des Malers. Einer seiner engsten und besten Freunde war der Lyriker Murilo Mendes.
Am 6. April 1934 verstarb er an den Folgen seiner Tuberkulose-Erkrankung in seiner Wohnung. Nery verstand sich als Mensch immer als Internationalist, gleichzeitig aber auch als gläubiger Katholik, was für ihn kein Widerspruch war.

## Werk

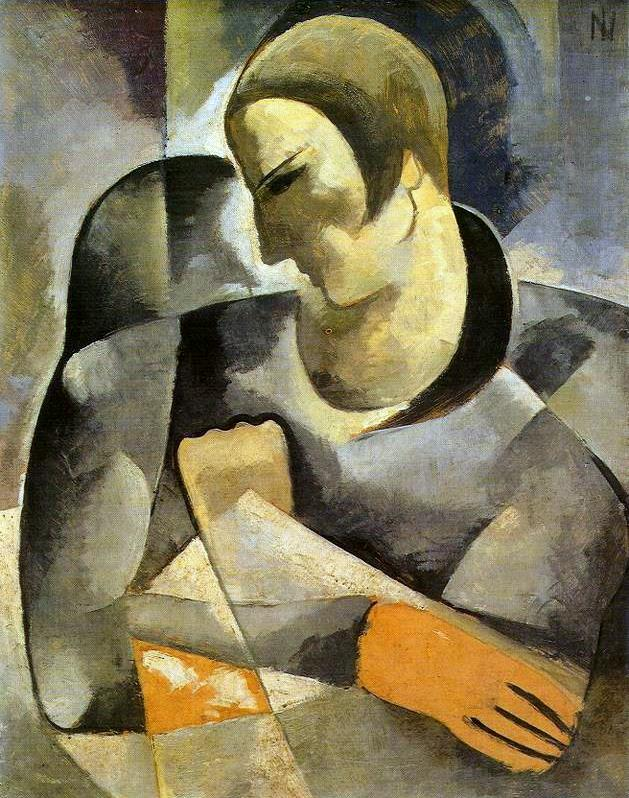
Autorretrato (1930)

Als Maler wird er als einer der bedeutenden Modernisten der brasilianischen Malerei genannt. Sein Werk war durch kubistische, surrealistische und expressionistische Bezüge gekennzeichnet. Aquarelle gehörten zu den von ihm bevorzugten Maltechniken. 1965 wurde sein Gesamtwerk komplett auf einer Retrospektive im Zuge der 8. Internationalen Biennale in São Paulo (Bienal Internacional de Arte) gezeigt. Die Kunstwissenschaft hat sein malerisches Werk in drei Phasen eingeteilt: 1922–1923 expressionistisch, 1924–1929 kubistisch, 1927–1934 surrealistisch.
Seine Lyrik ist noch nicht in Einzelwerken erschienen, sondern verstreut greifbar in Magazinen und Anthologien, teilweise auch posthum erschienen.